# Мої цигани
«Мої цигани» — радянський художній фільм 1987 року, знятий режисером Лейлою Горделадзе на кіностудії «Грузія-фільм».

## Сюжет
За автобіографічною повістю Нодара Думбадзе «Цигани». Дія фільму відбувається під час Великої Вітчизняної війни у грузинському селі Зенобані, де на якийсь час зупинився циганський табір. Люди, що співали й танцювали, дуже сподобалися хлопчику Нодару. Він потоваришував з ними й на прохання сільських жінок, чиї чоловіки та сини були на фронті, став приводити до їхніх домівок ворожок. Циганки, не беручи грошей, вселяли надію в серця мешканців села. Але, йдучи з села, циганки прихопили з собою трохи сільського добра.

## У ролях
- Міто Мачутадзе — Нодар
- Назі Кечакмадзе — бабуся Ольга Керкадзе
- Світлана Тома — Оксана, циганка
- Артуро Жуков — Савка, циган, онук Газуна
- Радіка Санду — Маріанка, циганка, онука Газуна
- Володимир Сакізчі — 'Газун, ватажок табору
- Міхай Фусу — Михала, циган, зять Газуна
- Гела Гіоргадзе — Гено
- Каха Гіоргадзе — Джемал
- Русудан Квлівідзе — Ніна Дзнеладзе
- Михайло Вашадзе — Леварсі
- Софія Горшкова — Дуся
- Гулчина Дадіані — односелиця
- Цісана Гоксадзе — епізод
- Гоча Курашвілі — епізод
- Говен Чейшвілі — міліціонер
- Тамара Мамулашвілі — епізод
- Юрій Джиджеїшвілі — епізод
- Є. Негруа — епізод
- А. Ковальська — епізод
- Павле Ломінадзе — епізод
- І. Ахвердова — епізод
- Є. Тугуші — епізод
- М. Корінтелі — епізод
- З. Патієшвілі — епізод
- Т. Меліава — епізод
- Н. Салуквадзе — епізод
- М. Мачутадзе — епізод
- Н. Гегенава — епізод
- Бека Сіхарулідзе — епізод
- Т. Гогуадзе — епізод
- З. Назарова — епізод
- М. Морчиладзе — епізод
- Ш. Тавдішвілі — епізод
- М. Патієшвілі — епізод
- З. Ратеїшвілі — епізод

## Знімальна група
- Режисер — Лейла Горделадзе
- Сценарист — Лейла Горделадзе
- Оператор — Ігор Крепс
- Композитор — Йосип Кечекмадзе
- Художник — Гія Лаперадзе